# Jadranska strešica
Jadranska strešica (znanstveno ime Diodora italica) je vrsta morskih polžev iz družine fisurelid, katere strehasta lupina doseže v premeru od 15 do 50 mm.